# Football Manager 2019
Football Manager 2019 is het zestiende spel in de voetbalmanagementserie Football Manager. Het spel is ontwikkeld door Sports Interactive en wordt uitgegeven door Sega. Op 2 november 2018 kwam het hoofdspel uit voor Linux, macOS en Windows, Football Manager Touch 2019 voor Android, iOS, macOS, Nintendo Switch en Windows en Football Manager Mobile 2019 voor Android en iOS.